# Lintisita
La lintisita és un mineral de la classe dels silicats. Rep el nom per la seva composició química.

## Característiques
La lintisita és un silicat de fórmula química LiNa₃Ti₂(Si₂O₆)₂O₂·2H₂O. Va ser aprovada com a espècie vàlida per l'Associació Mineralògica Internacional l'any 1989. Cristal·litza en el sistema monoclínic. La seva duresa a l'escala de Mohs es troba entre 5 i 6.
Segons la classificació de Nickel-Strunz, la lintisita pertany a «09.DB - Inosilicats amb 2 cadenes senzilles periòdiques, Si₂O₆; minerals relacionats amb el piroxens» juntament amb els següents minerals: balifolita, carfolita, ferrocarfolita, magnesiocarfolita, potassiccarfolita, vanadiocarfolita, lorenzenita, punkaruaivita, eliseevita, kukisvumita, manganokukisvumita, vinogradovita, paravinogradovita, nchwaningita, plancheïta, shattuckita, aerinita i capranicaïta.

## Formació i jaciments
Va ser descoberta al mont Al·luaiv, situat al districte de Lovozero (óblast de Múrmansk, Rússia). També ha estat descrita al proper mont Kedykverpakhk, així com a la pedrera Poudrette, al municipi regional de comtat de La Vallée-du-Richelieu (Quebec, Canadà). Aquests tres indrets són els únics de tot el planeta on ha estat descrita aquesta espècie mineral.